# Прапор Новоросії
Прапор Новоросії - один із символів невдалого російського політичного проєкту "Новоросії" - конфедерації терористичних організацій "ДНР" та "ЛНР".
22 серпня 2014 року до "парламенту" Новоросії комісією з символіки було подано 2 проєкти про офіційний прапор. Перший передбачав зробити військовий прапор також державним. Другий проект – біло-жовто-чорний прапор.

## Опис

### Біло-жовто-чорний прапор

Гербовий прапор Російської імперії

Один із проєктів терористичного утворення Новоросії є чорно-жовто-білий горизонтальний триколор.
Кольори прапора нагадують Гербовий прапор Російської імперії, який також вважався «династичним» прапором Романових. Ця обставина, на думку розробників, пов'язує біло-жовто-чорний прапор саме з Новоросією, оскільки створення та розвитку Новоросійської губернії пов'язані з епохою російської династії Романових.
Крім офіційного трактування кольорів прапора, автори запропонували запровадити ще неофіційне трактування: білий — чистота ідей та помислів, жовтий — золоті поля Луганщини, чорний — шахти Донбасу.

### Прапор Збройних Сил
13 серпня 2014 року, поряд з "державним прапором", комісія з символіки Новоросії представила Прапор збройних сил («Військовий прапор») Новоросії — червоне полотнище з синім на білому тлі Андріївським хрестом. Як підкреслили його творці, у ньому поєднані червоний прапор Великої Перемоги та прапор російського Військово-Морського Флоту. Крім того, прапори червоного, темно-червоного та малинового кольорів використовували запорізькі козаки. Синій Андріївський хрест на білому тлі є прапором російського Військово-Морського флоту, а Чорноморський флот сепаратистсьмкими ідеологами вважався невід'ємною частиною створення та подальшої історії Новоросії .
22 серпня 2014 "парламент Новоросії" затвердив зображення даного «бойового прапора».

## Історія

Варіант прапора з гербом, що активно використовується сепаратистами

Під час російською анексією Криму учасники проросійських реконструкторських форумів та шовіністичних груп у соціальних мережах стали пропонувати проекти символіки південно-східних земель України. Найчастіше пропонувалися прапори такого дизайну.
- жовто-біло-блакитний (горизонтальне розташування) з накладеним зображенням "герба Новоросії"[4][5];
- варіанти попереднього з тим самим гербом: блакитно-біло-жовтий[6]; біло-блакитно-жовтий (рідко); жовто-синьо-червоний; синьо-жовто-червоний (два останні — як прапори «Запорізької республіки»[5]).
- Андріївський хрест з білим кантом на червоному тлі[7]; можливо, заснований на дизайні прапора сепаратистського руху "Наші", який використовувався в одній з перших публікацій із згадкою терміна "Новороссия"[8].

Під час проросійських заворушень у східних областях України неофіційно використовувалися, зокрема, прапор СРСР, прапор Росії та прапор кольорів георгіївської стрічки.
У середині травня 2014 року «народний губернатор» Донбасу Павло Губарєв оголосив голосування за проекти нового прапора Новоросії, на інформаційно-аналітичному порталі «Новороссия» було представлено 11 варіантів прапора.
24 травня 2014 року на "З'їзді народних представників" у Донецьку як прапор Новоросії використовувався гюйс та кріпосний прапор Росії.
31 травня 2014 року обрано малюнок для офіційного прапора Новоросії червоне прямокутне полотнище з блакитним Андріївським хрестом зі срібною облямівкою — видозмінений прапор російського флоту. Саме цей прапор активно використовується на території Новоросії, є офіційним символом злочинного угруповання «партія Новоросії».
13 серпня 2014 року спікер "парламенту" "Союзу Народних Республік" Олег Царьов представив новий прапор Новоросії. «Республіка створена на землях, які входили до Російської імперії, коли існувала царська Росія, і люди вийшли на референдум за право бути приєднаними до російського світу. З цієї причини комісія зупинилася на варіанті, пов'язаному з прапором Російської імперії», - пояснив вибір сепаратистського символу Царьов. Цей прапор, тим не менш, користується набагато меншою популярністю, ніж «бойовий прапор Новоросії».

## Схожі прапори
Подібні прапори можна розділити на:
- Тотожні - що повторюють прапор в основній частині (лиштвований Андріївський хрест), з різними додаваннями, або колірними альтераціями:
  - Схожий прапор мають Конфедеративні Штати Америки, на якому, крім синіх смуг, також присутні зірки. У 1860-61 роках 11 південних штатів відокремилися від Сполучених Штатів, щоб захистити інститут рабства, утворивши Конфедеративні Штати Америки та прискоривши громадянську війну. Під час війни Конфедерація та її військові сили використовували різні прапори, але прапор, який найбільше асоціювався з Конфедерацією, був так званий «бойовий прапор». Такі організації, як «Сини ветеранів Конфедерації», прийняли прапор як символ південної спадщини, але прапор також служив потужним символом рабства та переваги білої раси, через що він був дуже популярним серед білих расистів у 20-му та 21-му століттях. Ця популярність поширюєтьсяі сьогодні на білих расистів за межами Сполучених Штатів.Тому не дивно, що Гіркін, який визнаний націоналістом, обрав схожий прапор.
  - Подібний прапор мають судна Прикордонної служби Росії, він відрізняється лише кольором[21].
  - Гюйс та кріпосний прапор Російської Федерації відрізняється додаванням прямого малого білого хреста.

Подібні (з облиштвованим хрестом)
Бойовий прапор Конфедеративних Штатів Америки (1863)
Прапор Берегової охорони Прикордонної служби Росії
Гюйс та кріпосний прапор Росії

- Асоційовані - не повторюють шуканий прапор, але асоціативно і візуально близькі до шуканого.

Асоціативні(зі звичайним Андріївським хрестом)
Запропонований в кінці 1990-х років прапор Малоросії
Флаг сепаратистського руху «Наші» (2005—2013)